# Estesiometria
L'estesiometria è una tecnica diagnostica impiegata in oculistica per misurare la sensibilità della cornea, quindi una sensazione di tipo tattile, attraverso un'apparecchiatura chiamata estesiometro di Cochet-Bonnet.
La misurazione della sensibilità corneale valuta in particolare il ramo oftalmico del quinto nervo cranico (nervo trigemino).
Una accurata valutazione della sensibilità corneale è un importante parametro clinico nel corso dell'esame neuro-oftalmologico. Essa può infatti essere associata a diversi disturbi e patologie.
Per testare la sensibilità corneale esistono metodi sia qualitativi che quantitativi. Il metodo più comunemente utilizzato nella pratica clinica che è di tipo qualitativo e prevede l'uso di un applicatore con punta di cotone.
Prima della esecuzione di un'estesiometria, trattandosi di una prova di sensibilità corneale, è controindicato il ricorso ad anestetici topici (colliri anestetici).

## Storia
L'interesse nella valutazione della sensibilità corneale si era già manifestato all'inizio del XIX secolo ma fu necessario attendere von Frey, nel 1984, e la sua invenzione del primo estesiometro perché l'esame divenisse realmente possibile. Il primo estesiometro di von Frey fu costruito utilizzando peli del cavallo di diverse lunghezze. Nel 1932, a seguito dei suoi studi sulle erosioni corneali, Francheschetti, migliorò il dispositivo di von Frey, quindi nel 1956 Boberg-Ans inventò un dispositivo che utilizzava un unico filo di nylon con un diametro costante, ma di lunghezza variabile.

Cochet-Bonnet migliorò la versione di estesiometro di Boberg-Ans e ne sviluppò due modelli differenti. Uno modello utilizza un diametro di 0,08 mm, che consente una pressione variabile da 2 a 90 mg/0.005 mm2 e il secondo modello utilizza un diametro di 0,12 mm con pressioni che vanno da 11 a 200 mg/0.0113 mm2.

## Applicazioni
L'estesiometria corneale può essere utilizzata in ambito clinico per valutare l'esistenza di una cheratopatia neurotrofica.
Nel campo della ricerca scientifica l'estesiometria viene utilizzata per vari scopi e fra questi quando si intende testare la durata di attività e l'efficacia anestetico o analgesico sulla cornea o il danno corneale secondario ad intervento laser in situ (LASIK) oppure lo stato corneale nei portatori a lungo termine di lenti a contatto.

## Metodo qualitativo
Il metodo qualitativo è quello più comunemente usato in clinica e si basa sul semplice utilizzo di con un applicatore con punta di cotone.
Il paziente non deve essere trattato con nessun anestetico topico (ad esempio collirio di benoxinato cloridrato al 4%) prima di eseguire il test. L'applicatore con la punta di cotone viene utilizzato per confrontare la sensazione in ogni occhio. L'esecuzione dell'esame prevede di avvicinarsi al paziente di lato e testare tutti i quattro quadranti corneali. La sensazione evocata in ogni quadrante dovrebbe essere registrata come normale, ridotta o assente.

## Metodo quantitativo
I metodi quantitativi sono diversificati e normalmente riservati a situazioni di ricerca sperimentale o casi clinici particolarmente complicati. Il metodo quantitativo più diffuso è probabilmente l'estesiometro palmare di Cochet-Bonnet.
Esistono naturalmente anche altri metodi che includono:
- Estesiometria senza contatto con tecnica a getto d'aria[15]
- Estesiometria con stimolazione chimica (in cui si ricorre a sostanze come, ad esempio, la capsaicina)
- Estesiometria con stimolazione termica tramite laser di anidride carbonica[12]

## Estesiometro palmare (Cochet-Bonnet)
Si tratta di un dispositivo, di solito di forma cilindrica, in plastica e simile ad una matita al cui interno è inserito un sottile filo retrattile, un monofilamento di nylon, in genere della lunghezza variabile da 12 a 100 mm, utilizzabile per la misurazione della sensibilità tattile della cornea e del margine palpebrale.
Quando non viene utilizzato il monofilamento di nylon è completamente retrattile all'interno del corpo del dispositivo, al fine di proteggerlo da danni accidentali.
Lo strumento fornisce una lettura diretta ed estremamente precisa della lunghezza del filamento. Il dispositivo si basa sul principio della pressione trasmessa assialmente da un monofilamento di nylon, di diametro noto ma di lunghezza variabile, per una data sollecitazione di flessione.  La lunghezza del mono-filamento viene controllata dal dito indice e può variare da 60 mm a 5 mm. Al diminuire della lunghezza si verifica un aumento della pressione trasmessa. Con una speciale tabella di conversione è possibile tradurre la lunghezza in millimetri del filamento in una misura di pressione espressa in millimetri di mercurio.